# Namibia Hockey Union
Die Namibia Hockey Union (NHU) ist der Dachverband für Hockey in Namibia und wurde 2001 in Windhoek gegründet. Der Verband ist durch die Mitgliedschaft in der African Hockey Federation indirektes Mitglied der International Hockey Federation (FIH).
Im April 2014 organisierte der Verband die Hallenhockey-Afrikameisterschaft in Windhoek. Namibia wurde bei den Damen und Herren jeweils Zweiter.

## Nationalmannschaften
- Namibische Hockeynationalmannschaft der Herren
- Namibische Hockeynationalmannschaft der Damen

Die Junioren-Auswahlen der Damen und Herren qualifizierten sich beide für die Feldhockey-Weltmeisterschaft der Junioren 2025 in Chile.

## Ligen

### Halle
- Namibia Men’s Premier Hockey League – 10-facher Meister: UNAM Hockey[2]
  - Namibia Men’s First Hockey League
    - Namibia Men’s Second Hockey League
- Namibia Women’s Premier Hockey League – 5-facher Meister zwischen 2000 und 2005: Ramblers FC
  - Namibia Women’s First Hockey League
    - Namibia Women’s Second Hockey League

### Feld
- Namibia National Field Hockey League[3]

## Vereine

### Halle
- Coastal Raiders Hockey
- Deutscher Turn- und Sportverein
- DTS Draughters
- Ramblers
- Rehoboth Hockey Club
- UNAM Hockey
- Wanderers
- Windhoek Old Boys Sports Club
- X Team

### Feld
- Civics
- Deutscher Turn- und Sportverein
- Ramblers
- Rehoboth Hockey Club
- UNAM Hockey
- Wanderers